# سيث برايس
سيث برايس (بالإنجليزية: Seth Price)‏ هو رسام أمريكي، ولد في 1973.